# Plac Grunwaldzki w Wałbrzychu
Plac Grunwaldzki w Wałbrzychu (niem. Vierhäuser Platz) – niewielki plac znajdujący się w centrum miasta. Usytuowany jest pomiędzy skrzyżowaniem ulic Aleją Wyzwolenia, ulica Słowackiego, Bolesława Chrobrego, Andrzeja Szmidta i Piotra Wysockiego, kilkakrotnie przebudowywany. Choć sam plac jest niewielki, to potocznie Placem Grunwaldzkim są nazywane przylegające do niego części pobliskich ulic:
- Piotra Wysockiego aż do skrzyżowania z ulicą Sikorskiego i Kolejową.
- Aleja Wyzwolenia do skrzyżowania ulicy Barlickiego.
- Bolesława Chrobrego do gmachu banku.

Plac od wieków pełni rolę węzła komunikacji miejskiej, krzyżowały się tutaj linie tramwajowe i trolejbusowe oraz autobusy miejskie. Plac łączy dzielnice Podgórze i Nowe Miasto oraz Biały Kamień. Dawniej przez plac przepływała rzeka, pośrodku placu był zlokalizowany most. Przed wojną postanowiono zabudować rzekę, która obecnie płynie pod Aleją Wyzwolenia przepływając pod placem i dalej pod ulicą Piotra Wysockiego.
Na placu znajduje się dobrze zachowana architektura przedwojenna z narożnymi kamienicami mieszczańskimi, sześciokondygnacyjny gmach jednej z siedzib Zakładu Ubezpieczeń Społecznych (dawniejszy hotel Grunwald) oraz po przeciwnej stronie gmach byłego Hotelu Centralnego, w którym mieścił się Klub Międzynarodowej Prasy i Książki RSW „Prasa-Książka-Ruch” (Empik). Na 2015 planowana była całkowita przebudowa placu wraz z niektórymi przyległymi ulicami. 
W pobliżu placu zlokalizowane są przystanki komunikacji miejskiej, które rozwożą pasażerów do prawie wszystkich dzielnic miasta i okolicznych miejscowości.